# 虞喜
虞 喜（ぐ き、270年 - 345年）は、中国晋の天文学者・歴史家。字は仲寧。古代ギリシャの天文学者ヒッパルコスとは独立して、地球の歳差運動を発見した。揚州会稽郡余姚県の人。三国時代の呉の騎都尉虞翻の一族で、父の虞察は呉の征虜将軍、弟の虞預は十八家晋史の著者の一人として知られる。

## 生涯
若くして学に親しみ、故事を好んだ。西晋の懐帝、東晋の明帝・成帝・康帝から任官するように詔が出たが、いずれも辞去した。子はなく、76歳で他界した。

## 業績
冬至点が年々西に移動していることを発見し、その率を50年に1度（現在の0.986°に相当）であるとした。これは古代ギリシャのヒッパルコスとは独立した歳差運動の発見となった。この発見は、後に南朝の祖沖之が編纂した大明暦に取り入れられた。
天地の構造については、宣夜説に基づいて書かれた著書『安天論』の中で渾天説や蓋天説を批判した。大叔父にあたる、虞翻の六男の虞聳が著書『穹天論』で「天は鶏卵のようなドーム型をしている」としたのに対して、虞喜は『安天論』の中で「天の高さは窮まりなく、地の深さは測ることができない」とした。
また『晋書』儒林伝等によれば、史書の『志林』30篇を記した。『三国志』の裴松之注にてその断片が伝わる。